# سسترورتسك
سسترورتسك (بالروسية: Сестрорецк) هي إحدى مدن روسيا في الكيان الفدرالي الروسي سانت بطرسبرغ.